# Femi Kuti
Olufela Olufemi Anikulapo Kuti (Londres, Reino Unido; 16 de junio en 1962), más conocido como Femi Kuti es un músico nigeriano dedicado al género afrobeat. Es el hijo mayor del pionero y figura legendaria del afrobeat Fela Kuti. Comenzó su carrera musical tocando en la banda de su padre, Egypt 80. En 1986, fundó junto a Dele Sosimi, su propia banda llamada Positive Force, estableciéndose como un artista independiente del enorme legado de su padre. Ha sido nominado en cuatro ocasiones (en 2002, 2009, 2011 y 2013) para el premio Grammy en la categoría Mejor Álbum de World Music.

## Biografía
Nació en Londres, y creció en la antigua capital nigeriana Lagos. Su madre Remilekun Taylor pronto dejó a su padre y decidió llevarse a Femi a vivir con ella. En 1977, sin embargo, Femi prefirió mudarse con su padre. Comenzó a tocar el saxofón a la edad de 15 años y finalmente se convirtió en miembro de la banda de su padre. Estudió en la Baptist Academy y en Igbobi College.
Al igual que su padre, Femi ha mostrado un compromiso fuerte a causas sociales y políticas en todas partes de su carrera, pero a diferencia de su padre él se diferencia en sus opiniones religiosas.
En 2001, numerosos músicos estadounidenses como Common, Mos Def, y Jaguar Wright, colaboraron en su álbum Fight to Win.
Su abuela Funmilayo Ransome-Kuti, fue una activista política y activista por los derechos de las mujeres. En 2002, la madre de Femi, Remilekun Taylor, que había jugado un papel influyente en su vida, murió a la edad de 67 años.
En ese mismo año, contribuyó con una versión de la canción clásica de su padre "Water No Get Enemy" en colaboración con artistas de hip-hop y R&B tales como D'Angelo, Macy Gray, The Soultronics, Nile Rodgers y Roy Hargrove, para  Red Hot + Riot, un álbum recopilatorio en homenaje a Fela Kuti que fue lanzado por Red Hot y MCA. Todas las ganancias del álbum se donaron a organizaciones benéficas dedicadas a crear conciencia sobre el VIH/sida y para combatir la enfermedad.
Su voz aparece en el videojuego Grand Theft Auto IV, donde es el presentador de la estación de radio IF 99 (International Funk 99, en el que describe estar "tocando una gran selección de clásicos de África Occidental, Estados Unidos y otros lugares").
En el álbum Africa for Africa enfatiza en la canción "Bad Government" como un problema en África. Antes de las elecciones de 2011 en Nigeria, le dijo a la gente que "no había diferencia entre los tres candidatos que compiten por el escaño presidencial en Nigeria". Añadió: "Podríamos decir que estamos avanzando en el proceso democrático. Y probablemente sea mejor que ir a la guerra, pero la corrupción sigue siendo muy generalizada. La gente está hambrienta y enferma. Y el gobierno controla los medios de comunicación, por lo que es imposible poder ser crítico".
El 15 de mayo de 2017, ha sido mencionado dentro del Libro Guinness de los récords bajo el catálogo de una sola nota sostenida en un saxo en un método llamado respiración circular. Marcó el récord en un tiempo de 51 minutos, 35 segundos.
El 5 de febrero de 2021, Femi Kuti y su hijo, Made Kuti, lanzaron su proyecto de dos álbumes, Legacy+ a través de Partisan Records. Este incluye el undécimo álbum de Femi, Stop the Hate, y el álbum debut de Made, For(e)ward.

## Discografía

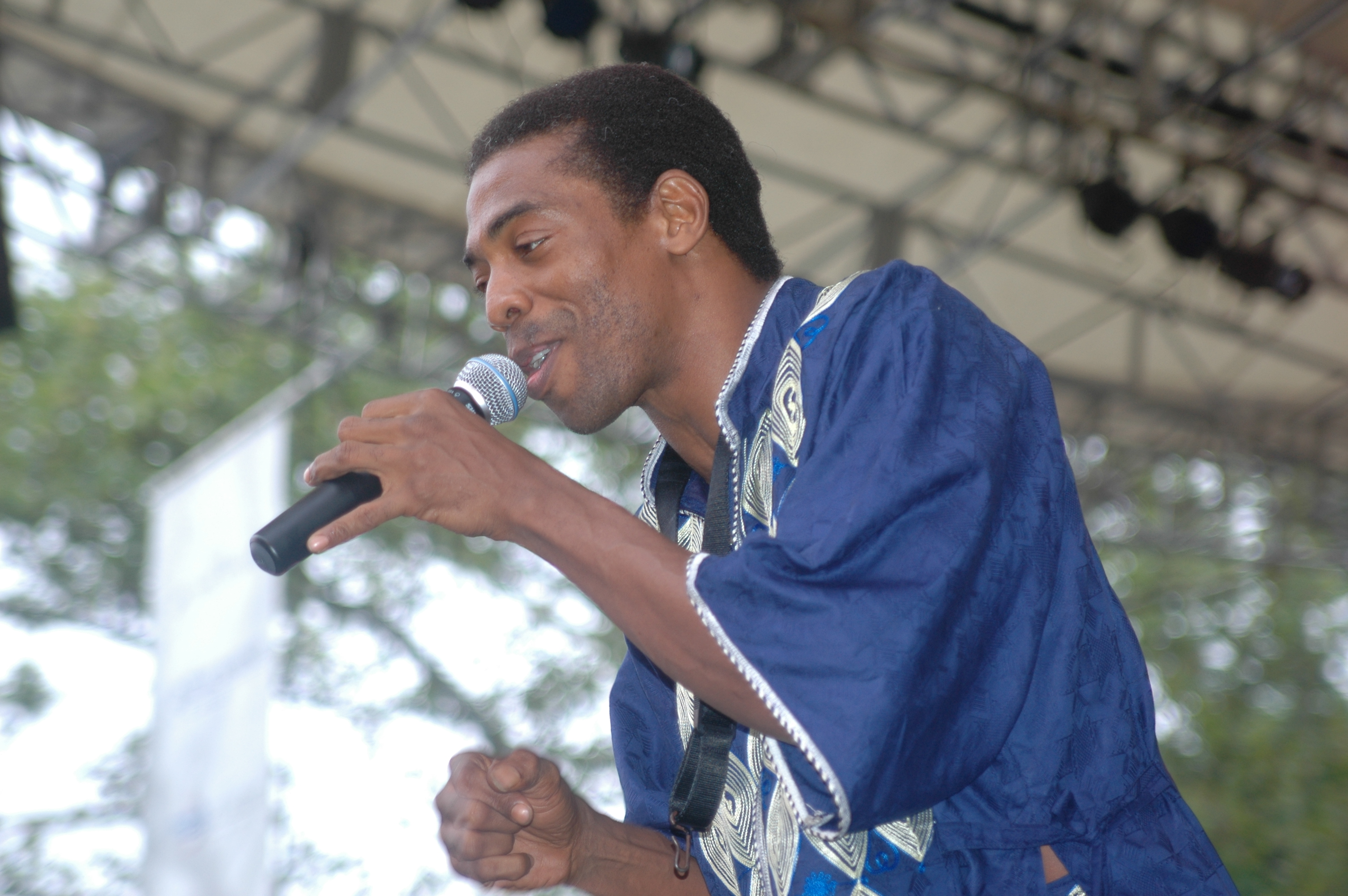
Femi Kuti, hijo de Fela Kuti.

### Álbumes
En estudio
- No Cause for Alarm? (1989, Polygram)
- M.Y.O.B (1991, Kalakuta Records)
- Femi Kuti (1995, Tabu/Motown)
- Shoki Shoki (1998, Barclay/Polygram/Fontana MCA)
- Fight to Win (2001, Barclay/Polygram/Fontana MCA/Wraase)
- Day by Day (2008, Wrasse Records)
- Africa for Africa (2010 /2011, Wrasse Records/Knitting Factory Records)
- No Place for My Dream (2013, Knitting Factory Records)
- One People One World (2018, Knitting Factory Records)
- Stop the Hate (2021, Partisan Records)

En vivo
- Africa Shrine (Live CD) (2004, P-Vine)
- Live at the Shrine (Edición de lujo en DVD) + Africa Shrine (CD en vivo) (2005, Palm Pictures/Umvd)

### Colaboraciones
- "Vampires" (en el álbum Radio Retaliation de Thievery Corporation) (2008, ESL Music)
- Hope for the Hopeless (2008) colaboración con Brett Dennen
- Finding Fela (2014) un documental dirigido por Alex Gibney[12]
- "Arabesque" (en el álbum Everyday Life de Coldplay) (2019)